# Rallye Agropa 1999
Rallye Agropa 1999 byla osmou soutěží šampionátu Mezinárodní mistrovství České republiky v rallye 1999. Zvítězil zde Jan Trajbold s vozem Ford Escort RS Cosworth.

## Průběh soutěže
Na soutěži nestartovala řada favoritů. Díky tomu od první zkoušky až do cíle vedl Trajbold. Jediným vážným konkurentem byl Jaroslav Starý s vozem Škoda Octavia Kit Car, ale ten neměl šanci, když začalo pršet. Karel Trojan musel odstoupit a tak o třetí místo bojovali Josef Peták s vozem Audi S2 Coupé a Milan Vítek s vozem Nissan Sunny GTI-R. Nakonec byl třetí Peták. Ve skupině N vyhrál Václav Pech mladší s vozem Subaru Impreza WRX, který skončil celkově pátý.

## Výsledky
1. Jan Trajbold, Pavlína Trajboldová - Ford Escort RS Cosworth
2. Jaroslav Starý, Miroslav Šlambora - Škoda Octavia Kit Car
3. Josef Peták, Alena Benešová - Audi S2 Coupé
4. Milan Vítek, Miroslav Hanzlík - Nissan Sunny GTI-R
5. Václav Pech mladší, Petr Uhel - Subaru Impreza WRX
6. Michal Gargulák, Jiří Malčík - Mitsubishi Carisma GT EVO 5
7. Roman Kresta, Jan Tománek - Škoda Felicia Kit Car
8. Marcel Tuček, Václav Pritzl - Mitsubishi Lancer EVO V
9. Milan Liška, Pavel Kestler - Mitsubishi Carisma GT EVO 6
10. Jiří Tošovský, Tomáš Drásta - Mitsubishi Lancer EVO V